# Сан-Мартіно-ін-Пенсіліс
Сан-Мартіно-ін-Пенсіліс (італ. San Martino in Pensilis) — муніципалітет в Італії, у регіоні Молізе,  провінція Кампобассо.
Сан-Мартіно-ін-Пенсіліс розташований на відстані близько 210 км на схід від Рима, 45 км на північний схід від Кампобассо.
Населення — 4803 особи (2014).

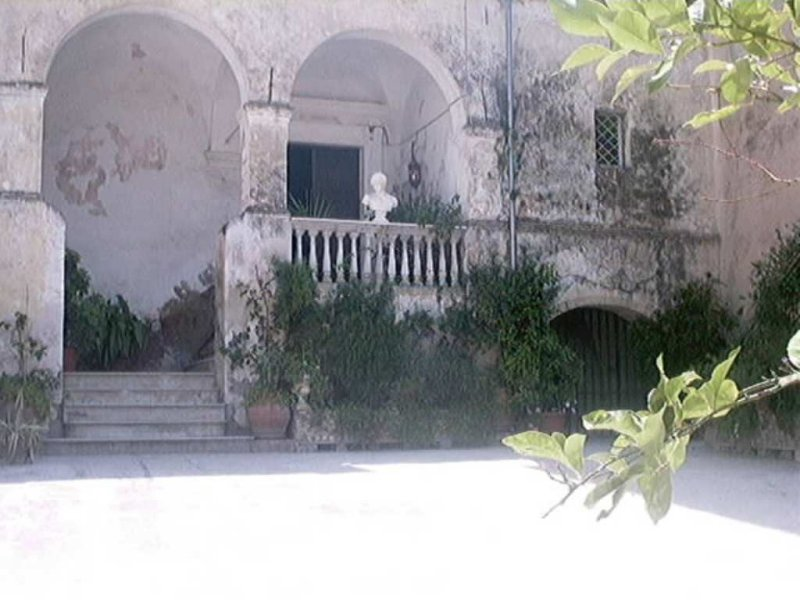

Щорічний фестиваль відбувається 2 травня. Покровитель — San Leo.

## Демографія
Населення за роками:

Станом на 31 грудня 2014 року в муніципалітеті офіційно проживало 260 іноземців з 19 країн, серед них 138 громадян країн Євросоюзу та 12 громадян України.

## Сусідні муніципалітети
- Кампомарино
- К'єуті
- Гульйонезі
- Ларино
- Портоканноне
- Ротелло
- Серракапріола
- Урурі

## Галерея зображень

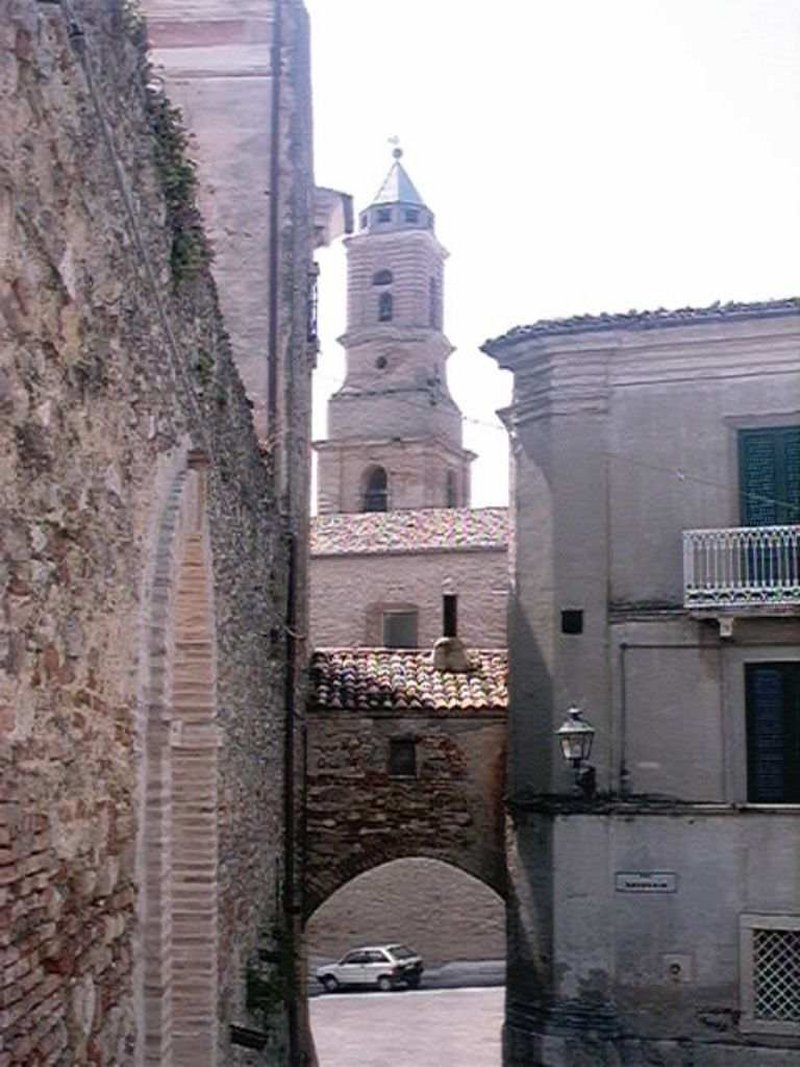
San Leo
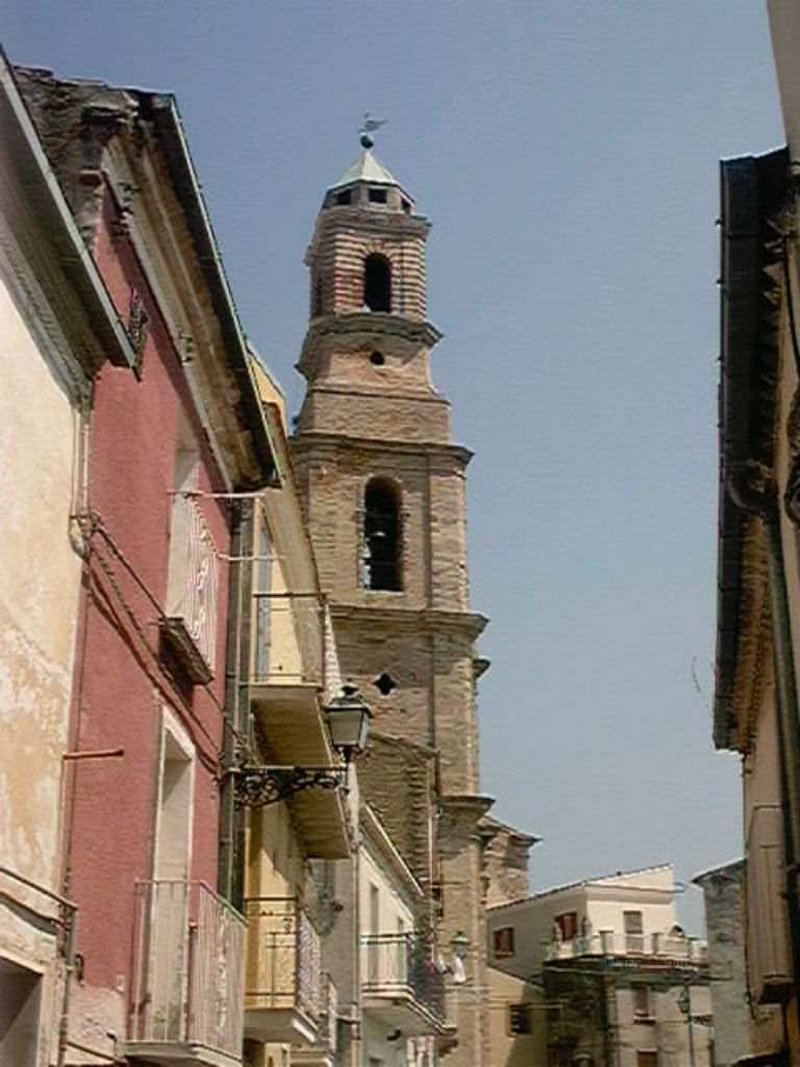
Mezzaterra